# Короли шутки
«Короли шутки» (фр. Les rois du gag) — кинофильм. Искромётная комедия положений известного французского режиссёра Клода Зиди.

## Сюжет
Фильм (в сюжет которого вплетено множество гэгов, как бы сымпровизированных главными героями) позволяет побывать на «кухне» комического искусства, в котором смех и тяжёлые будни связаны неразрывно.
Два малоизвестных комика, друзья Поль Мартэн и Франсуа Леру, работающие в небольшом театре на задворках города, применяют все свои дарования, чтобы «продержаться» до первых денег. Волею обстоятельств (созданных ими же) на них обращает внимание Гаэтан – комическая телезвезда с многолетним стажем – и приглашает их в своё еженедельное шоу.
Все трое (до знакомства и после) постоянно сочиняют комические сценки, которые должны принести им славу, деньги и признание публики; их фантазии – это вереница смешных сценок, многие из которых прокручиваются в их воображении по нескольку раз с вариациями.
Вскоре выясняется, что жизнь знаменитого Гаэтана непроста: жена постоянно высказывает ему претензии за его работу (которая принесла им состояние) и восторгается работами Роберта Уиллсона, «величайшего в мире режиссёра».
Уиллсон обращает внимание на Гаэтана и приглашает его сыграть главную роль в новом фильме. Гаэтан уходит с телевидения непосредственно во время прямого эфира своего телешоу, чем рушит карьеру своих новых партнёров (не зная, что у его дочери Александры и Франсуа любовь).
Однако быстро выясняется, что «величайший режиссёр» – самовлюбленный сумасброд и, похоже, слегка не в себе. После многочисленных бессмысленных дублей Уиллсон выгоняет Гаэтана прямо со съемочной площадки. Видя его позор, от Гаэтана уходит жена.
Морально раздавленный комик намерен покончить с собой – однако Поль (намеревавшийся убить его за предательство) и Франсуа спасают его и предлагают делать новые совместные выступления.

## В ролях
- Мишель Серро — Гаэтан / Роберт Уиллсон
- Маша Мериль — Жаклин, жена Гаэтана
- Матильда Май — Александра, дочь Гаэтана
- Жерар Жюньо — Поль
- Тьерри Лермит — Франсуа
- Колюш — Жорж
- Филипп Нуаре — камео
- Клод Брассер — камео
- Пьер Ришар — камео

## Интересные факты
- В образе Роберта Уиллсона недвусмысленно прослеживается пародия на Орсона Уэллса.
- В одной из ролей второго плана (секретарь Гаэтана) снялся сценарист фильма Дидье Каминка.
- Один из трёх последних фильмов, наряду с Авоська / Мешок узлов (Sac de nœuds) и Дурак на войне (Le Fou de guerre), в которых снялся знаменитый комик Колюш — через год он погиб в автокатастрофе.
- В советском прокате картина шла с небольшими купюрами; в одном из изданий фильма, вышедшем в России в 2000-х годах, вырезанные ранее места отмечены значком в виде ножниц.
- В фильме имеются пародии на фильмы «Крестный отец» (Гаэтан пародирует Марлона Брандо, а за кадром играет искажённая музыкальная тема из фильма) и «Звёздные войны»; кроме того, Гаэтан пародирует актёра Жерара Филипа.